# Dibujo a pincel
Dibujo a pincel es un dibujo que se realiza exclusiva o predominantemente con pincel. Se pueden utilizar tanto tinta negra (tinta china) como aguadas de otro color; aunque debe ser monocromo, pues si no se denomina acuarela. La particularidad del dibujo con pincel es que para la técnica del dibujo se utiliza el pincel, que originalmente estaba destinado a pintar. Es habitual que se combine con otras técnicas.
La tradición del dibujo con pincel se originó en el este de Asia, particularmente en la pintura de China y de Japón. Desde la dinastía Tang en el siglo VI se desarrolló un arte del dibujo (Sumi-e) que sólo parcialmente puede compararse con las categorías europeas de dibujo y pintura. El dibujo con pincel representa una conexión o interfaz entre el dibujo y la pintura y, a partir del entusiasmo europeo por el arte oriental desde el siglo XIX, también se ha abierto camino en el arte europeo, donde sigue desempeñando un papel hasta el día de hoy.

Bosque lujurioso entre picos distantes, de Li Cheng, 919–967.
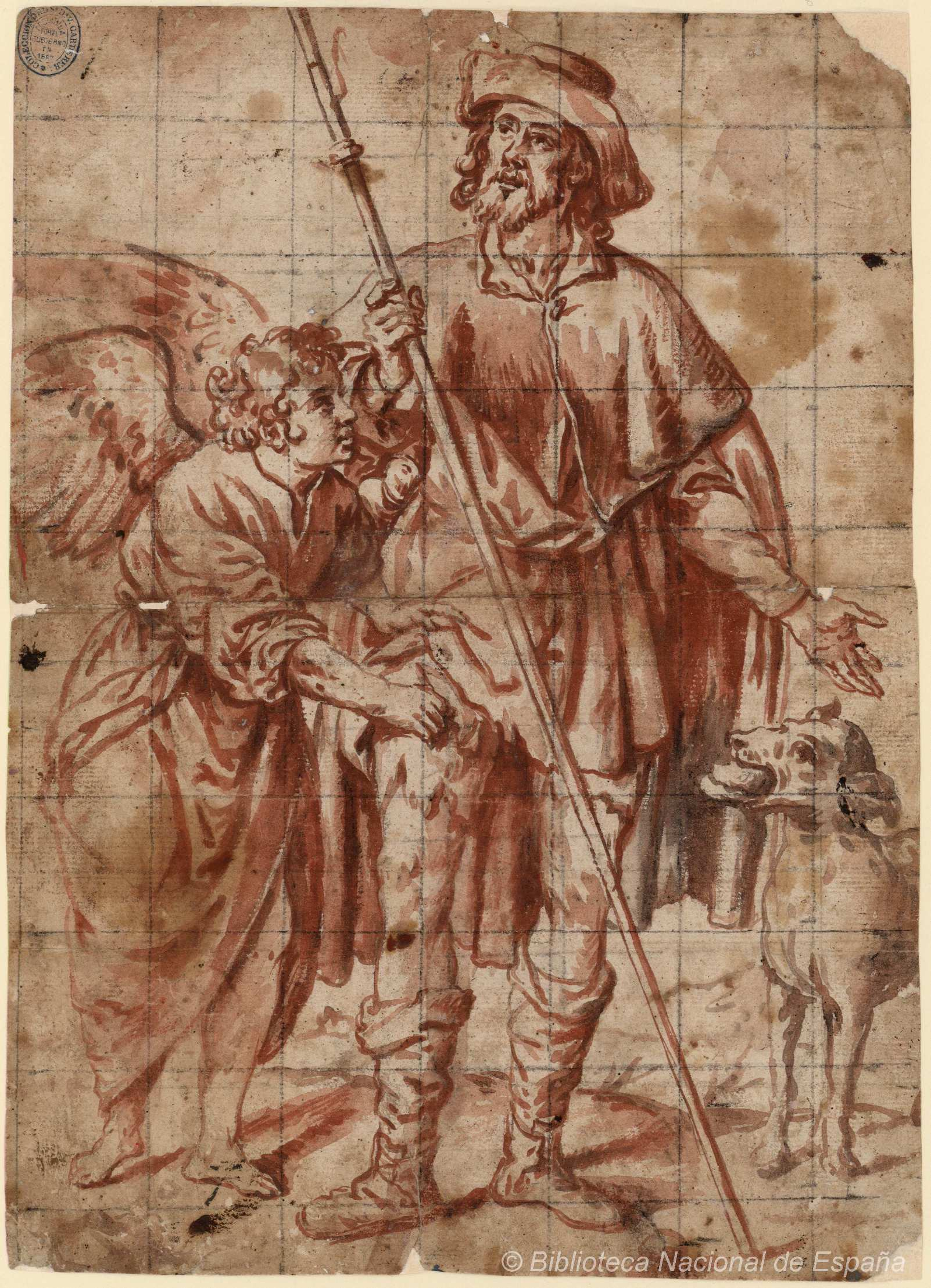
San Roque, dibujo a pincel, tinta y aguadas sepia y parda, de Pedro Salvador, 1643-1645.
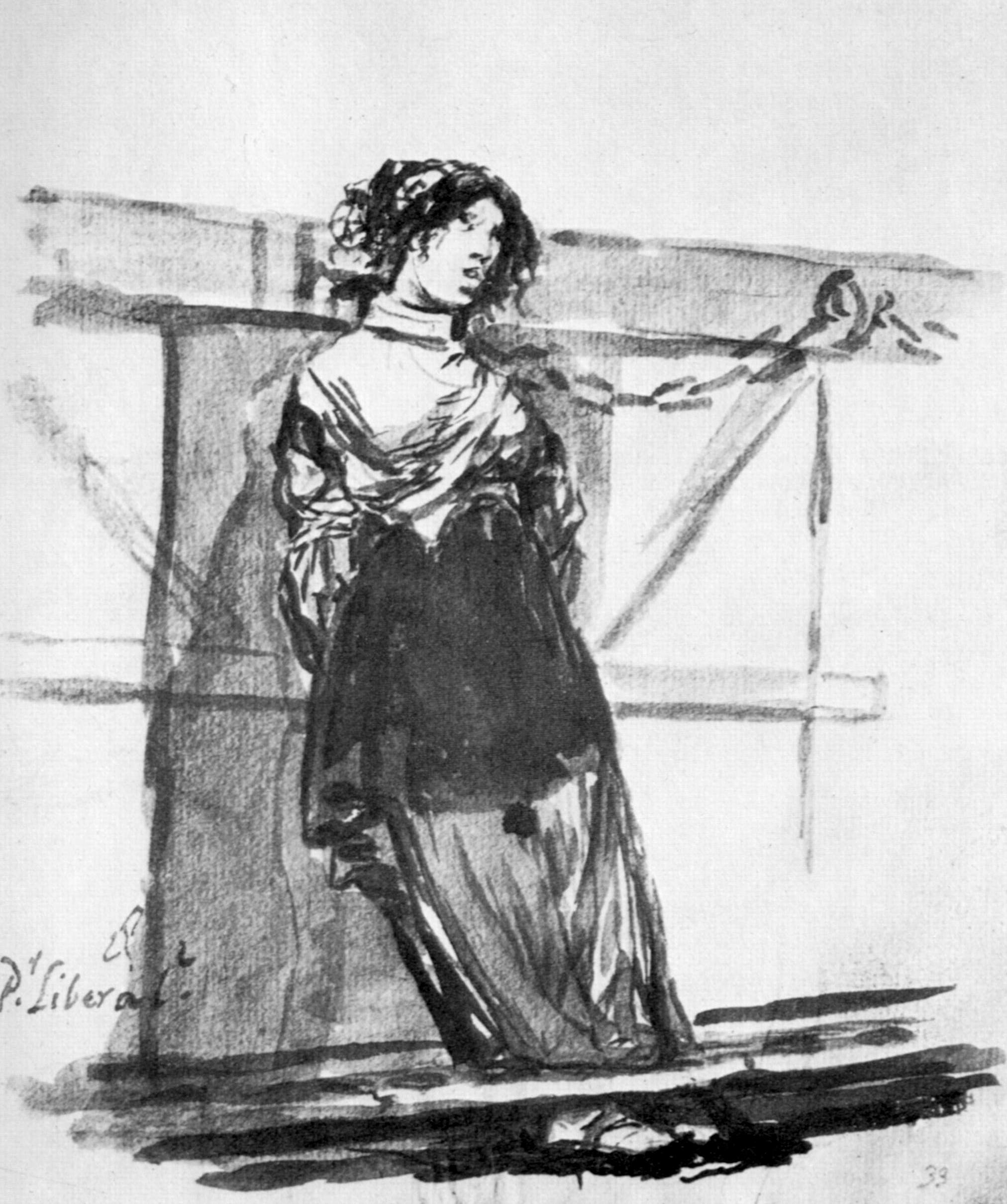
Por liberal, dibujo a pincel de Francisco de Goya, 1814-1820.